# سراسخانة (كوهمرة خامي)
سراسخانة (بالفارسية: سراسخانه) هي قرية تقع في إيران في قسم كوهمرة خامي الريفي. يقدر عدد سكانها بـ 32 نسمة بحسب إحصاء 2016.